# Большой и добрый великан (фильм)
«Большо́й и до́брый велика́н» (англ. The BFG) — американский семейный приключенческий фильм в жанре фэнтези, режиссёра и продюсера Стивена Спилберга по сценарию Мелиссы Мэтисон, основанном на одноимённом романе Роальда Даля. На создание этого фильма ушло почти двадцать пять лет. Главные роли исполнили Марк Райлэнс и Руби Барнхилл.
Съёмочный период фильма начался 23 марта 2015 года. Производством фильма занялись компании Walt Disney Pictures, DreamWorks Pictures (в титрах не указана), Amblin Entertainment и Walden Media. Фильм вышел в прокат в форматах Disney Digital 3D и RealD 3D 30 июня 2016 года.

## Сюжет
Десятилетняя девочка по имени Софи жила в сиротском приюте. Однажды вечером она все никак не могла заснуть. Она подошла к окну и вдруг заметила на улице великана. Девочка испугалась и попыталась спрятаться под одеялом. Но великан заметил её. Он просунул руку в окно, поднял Софи и унес её с собой в страну великанов. Вскоре девочка узнала, что её похититель был добрым великаном, который ловил и коллекционировал сны. Однако кроме него в стране великанов жили и злые великаны, которые были не прочь полакомиться маленькими людишками…

## В ролях
| Актёр                   | Роль                           |
| ----------------------- | ------------------------------ |
| Марк Райлэнс            | Большой и Добрый Великан (БДВ) |
| Руби Барнхилл           | Софи                           |
| Пенелопа Уилтон         | Королева Елизавета II          |
| Джемейн Клемент         | Людоглот                       |
| Ребекка Холл            | Мэри                           |
| Рейф Сполл              | мистер Тиббс                   |
| Билл Хейдер             | Кровобрюх                      |
| Майкл Адамтуэйт         | Шкуродёр                       |
| Дэниел Бейкон           | Костохруст                     |
| Крис Гиббс              | Горлотяп                       |
| Адам Годли              | Большерук                      |
| Пол Мониз де Са         | Мясоруб                        |
| Джонатан Холмс          | Деткожуй                       |
| Оулавюр Дарри Оулафссон | Девохряп                       |

## Производство
Продюсеры Фрэнк Маршалл и Кэтлин Кеннеди начали производство высокобюджетной адаптации «Большого и доброго великана» в 1991 году, и установили проект с Paramount Pictures. Семейная пара сценаристов, Робин Свайкорд и Николас Казан, написали сценарий адаптации в 1998 году, на главную роль рассматривался Робин Уильямс. К 2001 году, сценарий был переписан Гвин Лури, который был встречен положительными отзывами от поместья Даль.
В сентябре 2011 года, DreamWorks объявило, что они получили права на экранизацию книги; Кеннеди и Маршалл станут продюсерами, а сценаристка Мелисса Мэтисон адаптирует историю. В апреле 2014 года, было объявлено, что Стивен Спилберг станет режиссёром фильма, начав съёмки в 2015 году, и DreamWorks выпустит его в 2016 году. Джон Мэдден ранее был назначен режиссёром, но теперь указан в качестве исполнительного продюсера вместе с Майклом Сигелом. Спилберг заявил: «„Большой и добрый великан“ очаровывал семей и их детей на протяжении более чем трёх десятилетий. Для нас большая честь, что поместье Роальда Даля доверило нам эту классическую историю». В марте 2015 года, Walden Media согласилась софинансировать и сопродюсировать фильм. Сэм Мерсер также будет продюсером фильма. В апреле 2015 года, Walt Disney Studios, которая уже была под соглашением распространять фильм через её баннер Touchstone Pictures — присоединилась к производству в качестве сопродюсера и софинансиста, и перевело фильм с выпуска от Touchstone на выпуск от Walt Disney Pictures. Следовательно, «Большой и добрый великан» является первым фильмом Спилберга, снятым под брендом Disney; хотя он ранее был продюсером нескольких фильмов студии. Кроме того, DreamWorks не будет указана ни в фильме, ни в маркетинге, а вместо этого будет представлена продюсерской компании Спилберга, Amblin Entertainment.

### Кастинг
27 октября 2014 года на главную роль в фильме был взят Марк Райлэнс. Спилберг прокомментировал об этом выборе: «Марк Райлэнс — трансформационный актёр. Я очень рад и взволнован, что Марк отправится в это путешествие с нами в Страну Великанов. Всё в его карьере до сих пор является мужественным выбором, и я польщён, что он выбрал „Большого и доброго великана“ в качестве своего следующего появления на большом экране». Райлэнс исполнил роль персонажа посредством технологии захвата движения, процесса, которого он назвал «освобождающим».
В середине ноября 2014 года было сообщено, что десятилетняя ученица из школы Lower Peover, Руби Барнхилл, прослушивалась на роль в фильме, и ей пришлось выучить шесть страниц диалога в рамках подготовки к возможной роли осиротевшей Софи. После долгих поисков на роль Софи 16 декабря режиссёр взял 10-летнюю Барнхилл на эту роль, на что она сказала: «Мне невероятно повезло и я так счастлива». Спилберг заявил, что они «обнаружили замечательную Софи в Руби Барнхилл».
Билла Хейдера утвердили на неопределённую роль в фильме 27 марта 2015 года. Впоследствии стало известно, что его персонаж будет великаном по имени Кровобрюх.

### Съёмки
Съёмочный период начался 23 марта 2015 года в Ванкувере и завершился 12 июня 2015 года. Созданием визуальных эффектов фильма занимались Weta Digital.